# Giovanni Battista Martinelli
Giovanni Battista Martinelli (in tedesco: Johann Baptist Martinelli) (Vienna, 8 febbraio 1701 – Vienna, 21 giugno 1754) è stato un architetto austriaco di origine italiana.

## Biografia
Era figlio dell'architetto Francesco Martinelli, che dalla zona del lago di Como si era trasferito a Vienna. Fu architetto alla Corte imperiale e collaborò con il fratello Anton Erhard Martinelli ai progetti di numerose chiese barocche nell'Impero. Inoltre, diresse i lavori di costruzione di numerose opere progettate dal fratello.

## Opere principali
- La Cattedrale della Santissima Trinità a Blaj;
- La chiesa parrocchiale di Großweikersdorf;
- La chiesa di Dunaalmás;
- Il maniero di Dolná Krupá (successivamente rifatto in stile neoclassico);
- La Caserma d'acqua di Bratislava, oggi sede della Galleria nazionale slovacca.